# Kalikovský most (Plzeň)
Kalikovský most (též most u Kalikovského mlýna) je secesní most z roku 1906, překonávající řeku Mži v Plzni. Ve své době byl nejdelším železobetonovým trámovým mostem na území celého Rakouska-Uherska.

## Historie
Most vybudovala roku 1906 společnost Müller a Kapsa (připomínáno pamětní deskou na pilíři mostu). Most vznikl v rámci budování komunikace z Plzně do Radčic a nachází se v části města Plzeň - Severní předměstí.
Kalikovský most nese jméno po Kalikovském mlýně, se kterým sousedí. Mlýn vlastnila od 16. století rodina Kalikových, a přestože se jeho majitelé poté mnohokrát změnili, jméno zůstalo do dnešních dnů.
V roce 2002 proběhla rekonstrukce mostu, kterou provedla společnost Berger Bohemia a.s. (rovněž pamětní deska).
Oblast Mže v blízkosti Kalikovského mostu je často ohrožována jarní povodňovou situací.

## Architektura
Most měří 24,1 m a je široký 7,21 m. Je lemován železobetonovým zábradlím, které je uprostřed zdobeno plastickým městským znakem s rostlinným dekorem. Na obou koncích mostu jsou umístěny dvě dvojice kandelábrů: pilíře čtvercového průřezu nesou kulovitá osvětlovací tělesa s originálně řešenými ocelovými konzolami v podobě kohoutů.
Původní žulové dlažební kostky byly během rekonstrukce nahrazeny asfaltovým povrchem. 

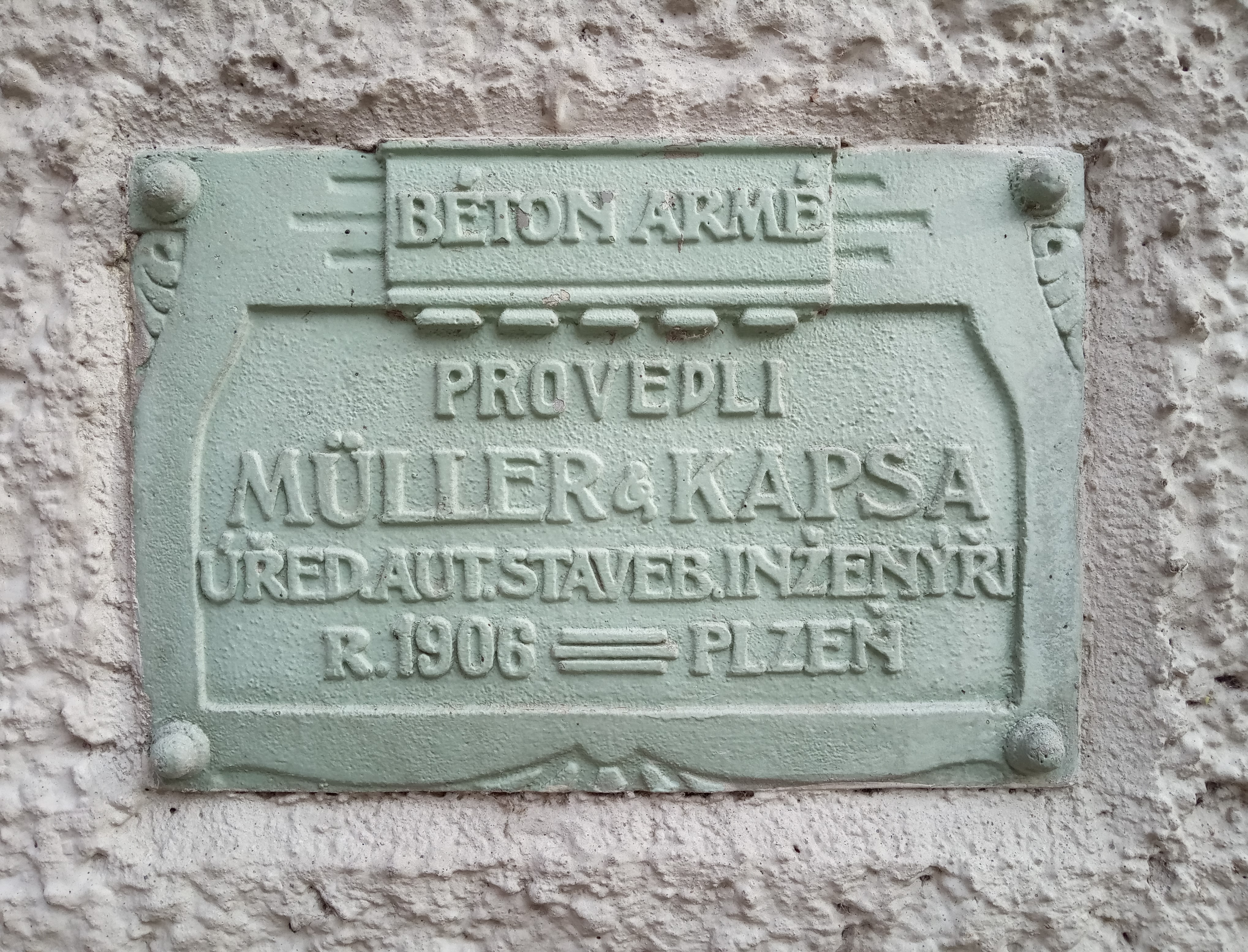
Pamětní deska stavby mostu